# 15 Geminorum
15 Geminorum är en orange jätte i stjärnbilden Tvillingarna.
15 Geminorum har visuell magnitud +6,52 och kräver fältkikare för att kunna observeras. Den befinner sig på ett avstånd av ungefär 560 ljusår.